# Johann-Wolfgang-von-Goethe-Medaille in Gold
Die Johann-Wolfgang-von-Goethe-Medaille in Gold wurde von der Alfred-Toepfer-Stiftung F.V.S. seit dem Jahre 1972 zur Verfügung gestellt, um außergewöhnliche, von übernationaler Gesinnung und humanitärem Bestreben getragene Leistungen von Persönlichkeiten oder Verdienste um die Erhaltung des europäischen Kulturerbes auszuzeichnen.
Die Johann-Wolfgang-von-Goethe-Medaille wurde auf Vorschlag des Kuratoriums für den Hansischen Goethe-Preis und mit Zustimmung des Stiftungsrates der F.V.S. verliehen.
Die Stiftung entschloss sich, aufgrund der Diskussion um den Hansischen Goethe-Preis die Vergabe 2005 einzustellen.
Die Johann-Wolfgang-von-Goethe-Medaille ist nicht zu verwechseln mit der Ehrenmedaille der Goethe-Universität.

## Preisträger
- 2002 Siegfried Lenz
- Rolf Liebermann
- Hans Heinrich Thyssen-Bornemisza de Kászon
- Fondazione  Giorgio Cini
- Max Wehrli
- Viktor Frankl
- Pietro Citati
- 1974 Hanns Lilje